# Jan František Bruntálský z Vrbna
Jan František hrabě Bruntálský z Vrbna (německy Johann Franz von Würben und Freudenthal, 3. listopadu 1634 – 22. srpna 1705 Vídeň) byl český šlechtic z původně slezského rodu Bruntálských z Vrbna. Vlastnil majetek na severní Moravě a ve středních středních Čechách, v Českém království zastával téměř čtyřicet let nejvyšší funkce v zemské správě, naposledy byl nejvyšším kancléřem. Získal Řád zlatého rouna.

## Kariéra
Narodil se jako syn hraběte Václava Bruntálského z Vrbna (1589–1649) a jeho manželky Alžběty Polyxeny Dembinské († 1669) z polské šlechtické rodiny. Dědicem otcova majetku se stal jako patnáctiletý v roce 1649, do roku 1655 za něj správu statků vedla matka Alžběta Polyxena.
Díky spříznění s významným rodem Martiniců se již v mládí zapojil do veřejného dění v Čechách a od roku 1659 byl radou apelačního soudu v Praze, stal se též císařským komořím a od roku 1666 zemským sudím. V letech 1667–1682 byl viceprezidentem apelačního soudu a v roce 1673 se stal i členem sboru královských místodržících. Dále byl prezidentem apelačního soudu (1682–1685), nejvyšším dvorským sudím (1685–1688), nejvyšším zemským sudím (1688–1689), nejvyšším hofmistrem (1689–1700) a nakonec nejvyšším kancléřem Českého království (1700–1705). Od roku 1682 byl též císařským tajným radou a v roce 1697 obdržel Řád zlatého rouna.

## Majetek

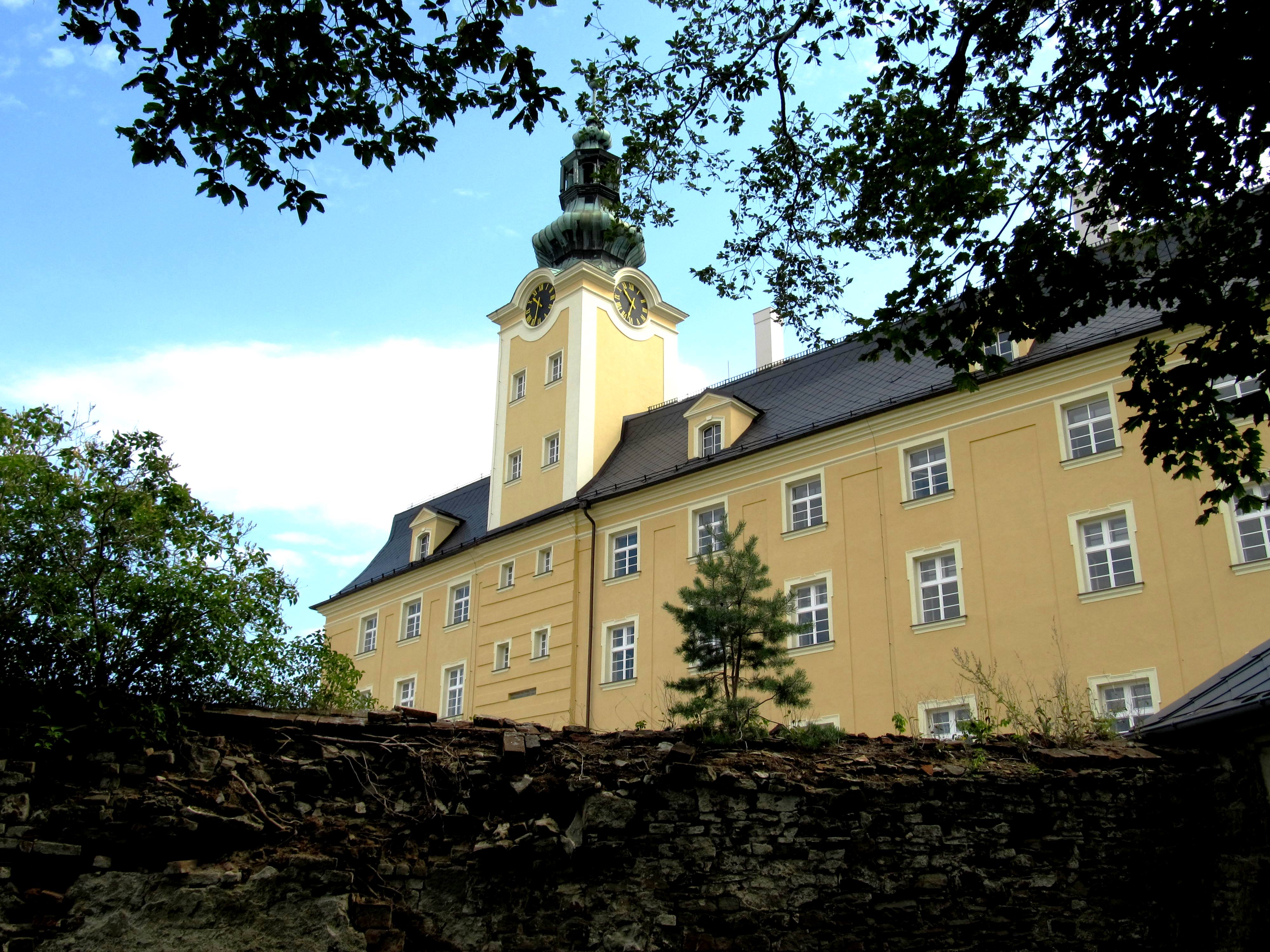
Horní zámek ve Fulneku

Základem rodového dědictví byla panství Fulnek, Paskov, Rychvald a Studénka na severní Moravě, časem ale musel jako vysoký zemských úředních v Čechách přesídlit blíž k Praze. Svým statkům na severní Moravě se i nadále věnoval, což dokládají stavební úpravy zámku ve Fulneku. Do Fulneku také povolal řád kapucínů, kteří zde založili klášter. Naopak hned po převzetí dědictví usiloval o prodej Paskova, což se podařilo až v roce 1690, kdy jej za 60 000 zlatých koupili Oppersdorfové.
V Praze již v roce 1661 koupil od Vratislavů z Mitrovic dům v Loretánské ulici, který dodnes nese název Vrbnovský palác. V době jeho vlastnictví proběhla na paláci přestavba v barokním stylu. Také vlastnil menší statky na Benešovsku a později v roce 1663 koupila jeho první manželka panství Chotěboř. Zásadním způsobem rozšířil rodový majetek o panství Hořovice, které koupil v roce 1690 od své druhé manželky.

## Rodina
Poprvé se oženil v roce 1657 s Marií Alžbětou z Martinic (1634–1671), dcerou nejvyššího purkrabího Bernarda Ignáce z Martinic. Tento sňatek také přispěl k jeho rychlé kariéře v české zemské správě. Po smrti Marie Alžběty se podruhé oženil 30. září 1672 v Praze s její mladší sestrou Terezií Františkou z Martinic (1643–1706). Z obou manželství pocházelo pět dětí, synové z druhého manželství Josef František (1675–1755) a Norbert František (1682–1729) si rozdělili statky na Moravě a v Čechách. Z prvního manželství pocházela dcera Marie Barbora (1666–1712), provdaná za Maxmiliána Krakovského z Kolovrat (1658–1721), nejvyššího komorníka Českého království.